# 阿密哩
阿密哩，是臺灣臺中市烏日區的一個傳統地域名稱，位於該區中部偏北地帶。相較於今日行政區，其範圍大致包括仁德里西南端、光明里西大半部、東園里西北部凸出部分不含最北端。

## 歷史
台灣清治末期至日治初期，阿密哩地區為一街庄，稱為「阿密哩庄」，隸屬於藍興堡。該庄北與九張犁庄為鄰，東北與頭前厝庄為鄰，東與五張犁庄為鄰，南邊隔大里溪與溪心垻庄、同安厝庄為界，西邊為烏日庄。
1901年（日治明治三十四年）11月，全台廢縣廳改設二十廳，該庄隸屬於臺中廳。1903年（明治三十六年）6月，該庄編入「樹仔腳區」，隸屬於臺中廳。1909年（明治四十二年）10月，合併二十廳為十二廳，該庄改編入「烏日區」，仍隸屬於臺中廳。1920年（大正九年），全台地方制度大改正，廢十二廳改設五州二廳，該庄改制為「阿密哩」大字，隸屬於臺中州大屯郡烏日庄。
戰後烏日庄改制為烏日鄉，隸屬於臺中縣，大字亦改制為村。1950年10月，中、彰、投分治，烏日鄉仍隸屬臺中縣。2010年12月，臺中縣市合併為直轄臺中市，烏日鄉改制為烏日區，村亦改制為里。

## 聚落
本地區發展較早的聚落為阿密哩，在日治期初期的官方地圖上已有記載。

## 交通
省道台1乙線（中山路一段、新興路）是大雅至王田的幹道，大致以東北東—西南西走向經過本地區北部邊界外不遠處。由該道路向東北東可前往台中市區西部、北屯西部、西屯東北端、大雅並止於省道台10線路口，向西南西轉西北西可前往烏日市區、朥(月胥)與王田交界處並止於省道台1線路口。
市道127號（五光路、溪南路）是大雅至霧峰的道路，大致以西北—東南走向轉西北西—東南東走向再轉西北—東南走向蜿蜒經過本地區中部。由該道路向西北可前往烏日市區、南屯、西屯、大雅並止於省道台1乙線路口，向東南東繞大彎轉南南東可前往霧峰並止於省道台3線路口。